# György Kepes
György Kepes (Lőrinci, 4 ottobre 1906 – Los Angeles, 29 dicembre 2001) è stato un designer ungherese.
È stato un pittore, educatore e teorico dell'arte. Dopo essere emigrato negli Stati Uniti nel 1937 insegna design presso la New Bauhaus in Chicago, più tardi nota come School of Design, poi Institute of Design, poi Illinois Institute of Design o IIT. Nel 1967 fonda il Center for Advanced Visual Studies presso il Massachusetts Institute of Technology (MIT) dove insegna fino alla pensione, nel 1974.

## I primi anni
All'età di 18 anni entra nella Reale Accademia di Belle Arti di Budapest, dove studia per 4 anni con Istvan Csok, pittore impressionista. Contemporaneamente viene influenzato dal poeta e pittore socialista e d'avanguardia  Lajos Kassák. Inizia a porsi alla ricerca di modi per contribuire ad alleviare le ingiustizie sociali, soprattutto l'inumana condizione dei contadini ungheresi.

## Berlino e Londra
Kepes sospende momentaneamente la sua attività di pittore per dedicarsi al cinema e al design. Nel 1930 si stabilisce a Berlino dove lavora come designer editoriale e di esposizioni. In questo periodo progetta la copertina di Film als Kunst (Il film come arte), di Rudolf Arnheim psicologo della Gestalt Rudolf Arnheim. Questo fu uno dei primi libri di teoria cinematografica.
Sempre a Berlino si unisce allo studio di László Moholy-Nagy, il fotografo ungherese che aveva insegnato al Bauhaus di Dessau. Quando nel 1936 Moholy si trasferisce a Londra, Kepes lo segue.

## La "Nuova Bauhaus"
Una fortunata coincidenza dello spostarsi a Londra  è che Kepes incontra per caso in Shaftesbury Avenue la sua futura moglie, la diciassettenne inglese Juliet Appleby. Juliet è un'artista e un'illustratrice: illustrerà quasi 20 libri per ragazzi negli anni a venire.
Nel 1937 Moholy diventa direttore in una nuova scuola d'arte di Chicago. È l'Istituto del Design, che Moholy soprannomina Nuova Bauhaus. Invia Kepes a seguirlo per insegnarvi teoria della luce e del colore. Con Kepes arriverà per studiare anche Juliet.
Durante gli anni dell'insegnamento presso la Nuova Bauhaus, 1937 al 1943, Kepes amplia e rifinisce le sue idee sulla teoria del design, sulla forma in relazione alla funzione e sulla educazione alla visione. Nel 1942 viene invitato al Brooklyn College dall'architetto russo Serge Chermayeff, che presidente del dipartimento di Arte. Qui Kepes trova un allievo di assoluta eccezione: il designer Saul Bass.
Nel 1944 pubblica Il linguaggio della visione un libro che risulterà molto influente sul design e sul modo in cui il design verrà insegnato, venendo usato per molti anni nei college.
Nel libro Kepes riconosce il suo debito intellettuale verso gli psicologi berlinesi della Gestalt e sostiene che 
Le arti visive sono, prosegue Kepes, le forme ottimali del linguaggio della visione e sono, quindi, un ottimo mezzo educativo. Il libro precorre altri 3 particolarmente importanti: Pensieri sul Design di Paul Rand (nel 1946), Visione in Movimento di László Moholy-Nagy (nel 1947) e Arte e Percezione Visiva di Rudolf Arnheim nel (1954).

## Gli anni al MIT
Nel 1947 Kepes accetta un invito dalla School of Architecture and Planning presso il Massachusetts Institute of Technology (MIT) per dare avvio presso l'istituto ad un programma in visual design. Questa divisione diventerà più tardi nota come Center for Advanced Visual Studies .
Kepes rimane ad insegnare al MIT fino al 1974, anno in cui va in pensione. In questi anni è in contatto con vari artisti, designer, architetti e scienziati. Tra questi Norbert Wiener, Buckminster Fuller, Rudolf Arnheim, Marcel Breuer, Charles Eames, Erik Erikson, Walter Gropius e Jerome Wiesner.
Mentre la sua produzione artistica si sposta verso l'astratto cresce il suo interesse per le immagini di scienza. Nel 1956 pubblica Il nuovo paesaggio nell'arte e nella scienza dove opere moderniste vengono abbinate a immagini scientifiche ottenute con macchine ai raggi-X, fotografie stroboscopiche, microscopi elettronici, soar, radar, telescopi, sensori infrarossi e così via. Queste sue teorie sulla percezione visiva e il suo stesso insegnamento hanno una influenza profonda sui giovani architetti, progettisti e studenti di arti visive del MIT come Kevin Lynch e Maurice K Smith.

## Visione + Valore
Negli anni tra il 1956 e il 1966 Kepes è curatore di 6 antologie pubblicate in forma di serie: Visione + Valore. Ogni volume contiene oltre 200 pagine di saggi di alcuni dei maggiori artisti, designer, architetti e scienziati di quel tempo. I titoli della rica seria sono: L'educazione della visione, Struttura in arte e scienza, La natura e l'arte del movimento, Modulo, simmetria, proporzione e ritmo, Segno, immagine e simbolo, L'oggetto costruito dall'uomo.
Alcune delle pubblicazioni più importanti e più influenti di Kepes sono: Forme grafiche: arte in relazione al libro (1949), Arti dell'ambiente (1972) e Le arti visive oggi (1960). È anche un pittore e fotografo prolifico e molti suoi lavori sono nelle grandi collezioni. In sua memoria esiste il Kepes Visual Centre in Eger, Ungheria.

## Pubblicazioni
- Il linguaggio della visione. Traduzione Rossi Chiaia F., febbraio 1993 Editore dedalo ISBN 8822004027
- Graphic Forms: The Arts as Related to the Book. Cambridge MA: Harvard University Press, 1949.
- The New Landscape in Art and Science. Chicago: Paul Theobald, 1956.
- Vision + Value Series, including The Education of Vision. Structure in Art and Science. The Nature and Art of Motion. Module, Symmetry, Proportion, Rhythm. Sign, Image, Symbol. The Man-Made Object. New York: George Braziller, 1965-66.
- The Visual Arts Today. Wesleyan University Press, 1966.
- The Lost Pageantry of Nature. Artscanada, pages 33–39, Dec 1968.
- Arts of Environment. New York: George Braziller, 1972.
- György Kepes: The MIT Years 1945-77. Cambridge MA: MIT Press, 1978.
- György Kepes, Lucian Bernard, and Ivan Chermayeff. The 60th Art Directors Annual. New York: ADC Publications, 1981

## Approfondimenti
- “György Kepes” in Ann Lee Morgan, ed., Contemporary Designers. Detroit: Gale Research Company, 1984.
- “György Kepes” in Roy R. Behrens, CAMOUPEDIA: A Compendium of Research on Art, Architecture and Camouflage. Dysart, Iowa: Bobolink Books, 2009. ISBN 978-0-9713244-6-6.